# Середньочеський кубок з футболу 1927
Середньочеський кубок 1927 (чеськ. Stredoceský Pohár 1927) — десятий розіграш футбольного кубку Середньої Чехії. Переможцем змагань втретє став клуб «Славія», що переграв у фіналі «Спарту». Фінальний матч і його догравання відбулось у 1928 році.

## Результати матчів
Третій раунд
- 29.09.1927. «Спарта» (Прага) — «Кладно» — 6:1 (Веселий-4, Сильний-2 - ?)[1]

Спарта: Гохманн, Пернер, Бургр, Коленатий, Царван, Гайний, Патек, Веселий, Сильний, Малоун, Горейс
1/2 фіналу
- «Славія» (Прага) — «Лібень» (Прага) — 8:2
- «Спарта» (Прага) —

## Фінал
| 28 квітня 1928 |

| «Славія» (Прага) | 0 — 0 | «Спарта» (Прага) |
| ---------------- | ----- | ---------------- |
|                  |       |                  |

| Прага Глядачів: 25 000 Арбітр: Франтішек Цейнар |

«Славія»: Франтішек Планічка — Еміл Сейферт, Франтішек Черницький — Яловець, Йозеф Плетиха, Карел Чипера — Коломан Бобор, Їндржих Шолтис, Франтішек Свобода, Антонін Пуч, Йозеф Кратохвіл. Тренер: Джон Мадден
Матч був перерваний на 35-й хвилині матчу. Суддя Франтішек Цейнар призначив пенальті за порушення проти Їндржиха Шолтиса з боку Антоніна Пернера. Одинадцятиметровий мав виконувати Франтішек Свобода, але капітан «Спарти» Карел Пешек, на знак протесту проти рішення судді, сів на м'яч і не дозволив здійснити удар. Після чого вивів команду з поля. Незважаючи на високий міжнародний авторитет Цейнара, чеський футбольний союз став на сторону «Спарти» з формулюванням, що арбітр не вжив усіх необхідних заходів для продовження гри, і призначив догравання матчу на липень. Після цього інциденту чехословацькі футбольні арбітри часто бойкотували дербі між «Спартою» і «Славією», через що федерації доводилось запрошувати на матчі суддів з німецької і єврейської футбольних асоціацій, що діяли на території Чехословаччини.

## Фінал. Перегравання
| 11 липня 1928 |

| «Славія» (Прага) | 1 — 0 | «Спарта» (Прага) |
| ---------------- | ----- | ---------------- |
| Свобода          | звіт  |                  |

| Прага Глядачів: 15 000 Арбітр: Дубень |

«Славія»: Франтішек Планічка — Еміл Сейферт, Франтішек Черницький — Антонін Водічка, Йозеф Плетиха, Карел Чипера — Коломан Бобор, Їндржих Шолтис, Франтішек Свобода, Антонін Пуч, Йозеф Кратохвіл. Тренер: Джон Мадден
«Спарта»: Франтішек Гохманн, Ярослав Бургр, Антонін Гоєр, Фердинанд Гайний, Карел Пешек, Антонін Царван, Йозеф Малоун, Ян Смолка, Йозеф Мицлік, Йозеф Сильний, Шульц